# Irene Beyeler
Irene Beyeler (* 11. August 1985) ist eine ehemalige Schweizer Sportschützin. Sie schoss in den Disziplinen Kleinkaliber-Dreistellungskampf und Luftgewehr sowie mit der Armbrust.
Ihre grössten Erfolge in den olympischen Disziplinen erzielte sie mit dem Kleinkalibergewehr in der Mannschaftswertung: Bei der Junioren-Europameisterschaft 2004 in München gewann sie die Goldmedaille, ebenso bei der Europameisterschaft 2007 in Granada. 2007 konnte sie einen Quotenplatz für die Schweizer Mannschaft erringen und nahm daher an den Olympischen Sommerspielen 2008 in Peking teil.
Insbesondere in den verschiedenen (nichtolympischen) Armbrustdisziplinen gehörte Beyeler zur Weltspitze. Sie wurde zweimal Junioren-Weltmeisterin (2003) und zweimal U23-Europameisterin (2005). Sie dominierte die U23-Weltmeisterschaft 2006 in Steyr, als sie in sechs Disziplinen die Goldmedaille gewann, darunter in der Teamwertung. Zwei weitere Siege in der Teamwertung erzielte sie bei der Junioren-EM 2005 und bei der Weltmeisterschaft 2008. In neun Disziplinen hält sie den Weltrekord (Stand: Juli 2008).
2018 beendete sie ihre Karriere.
Irene Beyeler lebt in Schwarzenburg und arbeitet als Kundenberaterin bei einer Regionalbank. Ihr älterer Bruder Simon Beyeler ist ebenfalls Sportschütze.